# Djurgårdens IF Fotboll 1984
Djurgårdens herrlag i fotboll tävlade under säsongen 1984 i Sveriges näst högsta serie Division II Norra och Svenska cupen. Huvudtränare var en 32-årig Hans Backe och laget missade uppflyttningskvalet med en poäng men säsongen blev ändå minnesvärd då en 17-årig Stefan Rehn fick göra debut.

## Truppen

### A-laget
| Nat     | Tränare         | Position           | Född                     | I DIF sedan                                  | Kom från          |
| ------- | --------------- | ------------------ | ------------------------ | -------------------------------------------- | ----------------- |
| Sverige | Hans Backe      | Huvudtränare       | 14 februari 1952 (32 år) | 1982                                         | Bro IK            |
| Sverige | Jan-Eve Jönsson | Biträdande tränare | 10 januari 1945 (39 år)  | 1983                                         |                   |
| Sverige | Björn Alkeby    | Målvaktstränare    | 17 juli 1952 (31 år)     | 1971-1982 (som spelare), 1983- (som tränare) | Djurgårdens IF    |
| Sverige | Gösta Sandberg  | Lagledare          | 6 augusti 1932 (51 år)   | 1951-1966, 1967-1971, 1979,                  | IF Brommapojkarna |
| Sverige | Tommy Eriksson  | Massör             |                          | 1978                                         |                   |
| Sverige | Bengt Pergel    | Läkare             | 1 april 1938 (46 år)     | 1981                                         |                   |
| Sverige | Sten Forsberg   | Läkare             | 24 maj 1949 (34 år)      | 1982                                         |                   |

| Nr | Nat                                             | Spelare            | Position    | Född                      | Längd  | Vikt  | Yrke               | I DIF sedan | Kom från             | Moderklubb        |
| -- | ----------------------------------------------- | ------------------ | ----------- | ------------------------- | ------ | ----- | ------------------ | ----------- | -------------------- | ----------------- |
| 1  | Sverige                                         | Joacim Sjöström    | Målvakt     | 31 augusti 1964 (19 år)   | 192 cm | 95 kg | Studerande         | 1983        | Djurgårdens juniorer | Djurgårdens IF    |
| 15 | Sverige                                         | Leif Lövegaard     | Målvakt     | 30 april 1963 (20 år)     | 184 cm | 80 kg | Lagerarbetare      | 1983        | IFK Österåker        | IFK Österåker     |
| 2  | Sverige                                         | Kenneth Johansson  | Back        | 9 juli 1963 (20 år)       | 176 cm | 72 kg |                    | 1983        | Djurgårdens juniorer | Djurgårdens IF    |
| 4  | Sverige                                         | Ulf Lundberg       | Back        | 6 november 1955 (28 år)   | 190 cm | 85 kg | Polis              | 1981        | IFK Sundsvall        | IFK Luleå         |
| 7  | Sverige                                         | Stefan Svensson    | Back        | 18 januari 1958 (26 år)   | 179 cm | 73 kg | Studerande         | 1983        | IFK Västerås         | IFK Västerås      |
| 11 | Sverige                                         | Ronald Åman        | Back        | 31 januari 1957 (27 år)   | 183 cm | 80 kg | Reklamare          | 1979        | Örebro SK            | Örebro SK         |
| 13 | Sverige                                         | Roger Casslind     | Back        | 9 februari 1958 (26 år)   | 175 cm | 72 kg | Kontorist          | 1979        | Djurgårdens juniorer | Djurgårdens IF    |
| 14 | Sverige                                         | Vito Knežević      | Back        | 25 januari 1956 (28 år)   | 179 cm | 70 kg | Elevvårdsassistent | 1977        | Norrby IF            | Norrby IF         |
| 18 | Sverige                                         | Peter Eriksson     | Back        | 24 januari 1962 (22 år)   | 184 cm | 75 kg | Studerande         | 1983        | IFK Västerås         | IFK Västerås      |
|    | Sverige                                         | Lars Lundborg      | Back        | 28 september 1963 (20 år) | 182 cm | 80 kg |                    | 1984        | Djurgårdens juniorer | Djurgårdens IF    |
| 3  | Sverige                                         | Lennart Lundin     | Mittfältare | 8 september 1959 (24 år)  | 184 cm | 82 kg | Studerande         | 1983        | BK Vargarna          | BK Vargarna       |
| 6  | Sverige                                         | Per-Ola Lindkvist  | Mittfältare | 11 mars 1963 (21 år)      | 172 cm | 74 kg | Studerande         | 1984        | Malmö FF             | Malmö FF          |
| 8  | Sverige                                         | Svante Mjörne      | Mittfältare | 13 mars 1958 (26 år)      | 183 cm | 70 kg | Forskare           | 1983        | Essinge IK           | IFK Västerås      |
| 9  | Sverige                                         | Mats Jansson       | Mittfältare | 9 maj 1961 (22 år)        | 180 cm | 74 kg |                    | 1981        | Djurgårdens juniorer | IF Brommapojkarna |
| 10 | Sverige                                         | Lars Sandberg      | Mittfältare | 25 juni 1957 (26 år)      | 183 cm | 75 kg | Fritidsledare      | 1980        | IF Brommapojkarna    | IF Brommapojkarna |
| 16 | Sverige                                         | Lars Stenbäck      | Mittfältare | 11 januari 1956 (28 år)   | 175 cm | 65 kg | Kock               | 1975        | Djurgårdens juniorer | Djurgårdens IF    |
| 21 | Sverige                                         | Björn Schönbeck    | Mittfältare | 9 mars 1966 (18 år)       | 174 cm | 72 cm |                    | 1984        | IFK Lidingö          | IFK Lidingö       |
|    | Sverige                                         | Stefan Rehn        | Mittfältare | 22 september 1966 (17 år) | 178 cm | 74 cm | Studerande         | 1984        | Sundbybergs IK       | Sundbybergs IK    |
|    | Sverige                                         | Leif Nilsson       | Mittfältare | 10 juli 1963 (20 år)      | 185 cm | 75 kg |                    | 1984        | Hudiksvalls ABK      | Hudiksvalls ABK   |
| 5  | Sverige                                         | Per Eriksson       | Anfallare   | 18 februari 1962 (22 år)  | 180 cm | 80 kg | Studerande         | 1984        | Enköpings SK         | Enköpings SK      |
| 12 | Sverige                                         | Christer Nordström | Anfallare   | 15 december 1959 (24 år)  | 188 cm | 78 kg | Studerande         | 1983        | IFK Eskilstuna       | IK City           |
| 17 | Sverige                                         | Tommy Johansson    | Anfallare   | 7 september 1959 (24 år)  | 176 cm | 72 kg | Mattläggare        | 1983        | IFK Tumba            | IFK Tumba         |
| 19 | Socialistiska federativa republiken Jugoslavien | Branko Markovic    | Anfallare   | 13 april 1964 (19 år)     | 180 cm | 85 kg | Barnskötarec       | 1984        | AIK FF               | Älvsjö AIK        |
| 20 | Sverige                                         | Glenn Myrthil      | Anfallare   | 2 augusti 1964 (19 år)    | 180 cm | 74 kg |                    | 1984        | Bromstens IK         | Bromstens IK      |

## Matcher

### Division II Norra 1984
Tabellrad: plats 3 – 26  12  11  3  28-13  35p  (+15)
| Omgång | Datum                | Motståndare       | H/B | Resultat | Målskyttar                          | Publik | Position |
| ------ | -------------------- | ----------------- | --- | -------- | ----------------------------------- | ------ | -------- |
| 1      | Måndag 23 april      | Sandvikens IF     | H   | 1-0      | Mjörne 58'                          | 2 582  |          |
| 2      | Söndag 29 april      | IFK Västerås      | B   | 1-0      | Nordström 44'                       | 1 524  |          |
| 3      | Söndag 6 maj         | Örebro SK         | B   | 0-2      |                                     | 4 567  | 5        |
| 4      | Söndag 13 maj        | IFK Sundsvall     | H   | 2-0      | Mjörne (2) 29', 44'                 | 2 183  | 2        |
| 5      | Söndag 20 maj        | Västerås SK       | H   | 2-1      | Sandberg, Myrthil 73'               | 2 923  |          |
| 6      | Torsdag 24 maj       | Vasalunds IF      | B   | 0-1      |                                     | 2 041  |          |
| 7      | Söndag 27 maj        | Åtvidabergs FF    | B   | 0-0      |                                     | 1 000  | 4        |
| 8      | Tisdag 5 juni        | IFK Eskilstuna    | H   | 2-1      | Myrthil (2) 61', 77'                | 2 071  | 3        |
| 9      | Tisdag 12 juni       | IF Brommapojkarna | H   | 0-0      |                                     | 2 832  |          |
| 10     | Söndag 17 juni       | Degerfors IF      | B   | 1-1      | Myrthil 3'                          | 2 176  |          |
| 11     | Lördag 30 juni       | Skellefteå AIK    | H   | 0-1      |                                     | 1 396  |          |
| 12     | Söndag 8 juli        | Karlslunds IF     | B   | 2-1      | Mjörne 64', Johansson 70'           | 1 080  |          |
| 13     | Söndag 15 juli       | Nyköpings BIS     | H   | 0-0      |                                     | 1 386  |          |
| 14     | Söndag 5 augusti     | Nyköpings BIS     | B   | 1-1      | Lundberg 70'                        | 732    | 4        |
| 15     | Lördag 11 augusti    | Degerfors IF      | H   | 3-1      | Markovic 15', Rehn 18', Nilsson 20' | 1 041  | 4        |
| 16     | Onsdag 15 augusti    | IF Brommapojkarna | B   | 0-0      |                                     | 3 545  |          |
| 17     | Söndag 19 augusti    | Örebro SK         | H   | 1-0      | Rehn 8'                             | 2 582  |          |
| 18     | Lördag 25 augusti    | IFK Sundsvall     | B   | 3-0      | Lundin, Myrthil, Stenbäck (straff)  | 1 002  |          |
| 19     | Söndag 2 september   | Västerås SK       | B   | 1-0      | Myrthil 30'                         | 1 893  |          |
| 20     | Söndag 9 september   | Åtvidabergs FF    | H   | 1-1      | Myrthil 64'                         | 3 964  | 4        |
| 21     | Torsdag 13 september | Vasalunds IF      | H   | 1-1      | Rehn 75'                            | 1 136  |          |
| 22     | Söndag 16 september  | IFK Eskilstuna    | B   | 0-0      |                                     | 1 512  |          |
| 23     | Måndag 24 september  | Karlslunds IF     | H   | 0-0      |                                     | 1 472  |          |
| 24     | Söndag 30 september  | Skellefteå AIK    | B   | 3-1      | Myrthil (2), Lundin                 | 835    |          |
| 25     | Lördag 6 oktober     | IFK Västerås      | H   | 3-0      | Knezevic 3', Lundin, Myrthil 17'    | 1 090  |          |
| 26     | Söndag 14 oktober    | Sandvikens IF     | B   | 0-0      |                                     | 1 595  | 3        |

### Svenska cupen 1984/85
| Omgång         | Datum                  | Motståndare | H/B | Resultat            | Målskyttar                                        | Publik |
| -------------- | ---------------------- | ----------- | --- | ------------------- | ------------------------------------------------- | ------ |
| 3              | Söndag 24 juni 1984    | IK Ramunder | B   | 4-2                 | Myrthil (3), Sandberg                             | 750    |
| 4              | Söndag 29 juli 1984    | IF Sylvia   | B   | 6-5 (4-4 e fulltid) | Markovic (2), Lundin, Mjörne, Johansson, Stenbäck | 600    |
| 5              | Onsdag 8 augusti 1984  | Gais        | H   | 3-2                 | Lundberg 17', Sandberg 24', Rehn 69'              | 404    |
| Åttondelsfinal | Onsdag 29 augusti 1984 | Östers IF   | H   | 0-1 (0-0 e fulltid) |                                                   | 1 117  |

### Träningsmatcher
| Datum              | Motståndare    | H/B | Resultat | Målskyttar | Publik | Noteringar                  |
| ------------------ | -------------- | --- | -------- | ---------- | ------ | --------------------------- |
|                    | FD Šibenik     | B   | 2-3      |            |        | Träningsläger i Jugoslavien |
|                    | Hajduk Split   | B   | 1-1      |            |        | Träningsläger i Jugoslavien |
| Lördag 4 februari  | IFK Östersund  | H   |          |            |        |                             |
| Lördag 25 februari | AIK FF         | H   |          |            |        |                             |
| Lördag 3 mars      | Hammarby IF    | H   | 0-0      |            |        |                             |
| Lördag 10 mars     | Gefle IF       | H   |          |            |        |                             |
| Lördag 17 mars     | Grimsås IF     | B   | 1-0      | Mjörne 87' |        |                             |
| Söndag 18 mars     | IF Elfsborg    | B   |          |            |        |                             |
| Lördag 24 mars     | Spånga IS      | H   |          |            |        |                             |
| Söndag 8 april     | IFK Norrköping | B   |          |            |        |                             |
| Söndag 15 april    | TPS Åbo        | H   |          |            |        |                             |

## Statistik

### Division II Norra
| Spelare            | Matcher | Mål |
| ------------------ | ------- | --- |
| Glenn Myrthil      | 19      | 10  |
| Svante Mjörne      | 25      | 5   |
| Stefan Rehn        | 14      | 3   |
| Lennart Lundin     | 16      | 3   |
| Tommy Johansson    | 4       | 1   |
| Leif Nilsson       | 15      | 1   |
| Branko Markovic    | 19      | 1   |
| Ulf Lundberg       | 23      | 1   |
| Vito Knežević      | 25      | 1   |
| Lars Sandberg      | 26      | 1   |
| Lars Stenbäck      | 26      | 1   |
| Joacim Sjöström    | 24      | 0   |
| Mats Jansson       | 23      | 0   |
| Roger Casslind     | 19      | 0   |
| Stefan Svensson    | 15      | 0   |
| Ronald Åman        | 10      | 0   |
| Christer Nordström | 10      | 0   |
| Per Eriksson       | 8       | 0   |
| Peter Eriksson     | 8       | 0   |
| Kenneth Johansson  | 8       | 0   |
| Lars Lundborg      | 4       | 0   |
| Leif Lövegaard     | 2       | 0   |

## Truppförändringar

### Spelare/ledare in (urval)
Inför/under säsongen 1984:
| Nr | Namn              | Från                 | Position    |
| -- | ----------------- | -------------------- | ----------- |
| 21 | Björn Schönbeck   | IFK Lidingö          | Mittfältare |
| 20 | Glenn Myrthil     | Bromstens IK         | Anfallare   |
| 11 | Per Eriksson      | Enköpings SK         | Anfallare   |
| 6  | Per-Ola Lindkvist | Malmö FF             | Mittfältare |
| 19 | Branko Markovic   | AIK FF               | Anfallare   |
|    | Leif Nilsson      | Hudiksvalls ABK      | Back        |
|    | Lars Lundborg     | Djurgårdens juniorer | Back        |
|    | Stefan Rehn       | Sundbybergs IK       | Mittfältare |

### Spelare/ledare ut (urval)
Inför säsongen 1984:
| Nr | Namn            | Till        | Position    |
| -- | --------------- | ----------- | ----------- |
| 20 | Hans Holmqvist  | Hammarby IF | Anfallare   |
|    | Anders Westberg | Okänt       | Mittfältare |
|    | Michael Englund | Okänt       | Mittfältare |
|    | Mika Leinonen   | Okänt       | Försvarare  |

## Föreningen

### Spelartröjor
- Tillverkare: Adidas
- Huvudsponsor: Året Runt
- Hemmatröja: Blårandig
- Spelarnamn: Nej